# 欣策爾假設H
數學上，欣策爾假設H（Schinzel's hypothesis H）是數論中最有名的開放問題之一。這問題是孿生質數猜想等高度開放問題的大幅推廣。這猜想以波蘭男性數學家安傑伊·欣策爾為名。

## 陳述
這假設聲稱，對於任意定義在整數上、由首項係數為正的整係數不可約多項式{\displaystyle \{f_{1},f_{2},\ldots ,f_{k}\}}而言，以下兩條有且僅有一條成立：
1. 有無限多的正整數{\displaystyle n}使得{\displaystyle f_{1}(n),f_{2}(n),\ldots ,f_{k}(n)}皆為質數；或
2. 有一個取決於這整數多項式的正整數{\displaystyle m>1}（又稱「固定除數」），總能除盡這些多項式的乘積{\displaystyle f_{1}(n)f_{2}(n)\cdots f_{k}(n)}（或等價地說，存在一個質數{\displaystyle p}，使得對於任意正整數{\displaystyle n}而言，總有一個{\displaystyle 1\leq i\leq k}，使得{\displaystyle p}能除盡{\displaystyle f_{i}(n)}）

像{\displaystyle f_{1}(x)=x+4,f_{2}(x)=x+7}這樣的集合能滿足第二個條件，而這是因為{\displaystyle (x+4)(x+7)}總能被2除盡之故。而很容易就可知道在這種狀況下，第一條不會成立；而欣策爾假設H基本就是說，上述第一條的斷言，僅在第二條成立時會不成立。
目前沒有任何已知的有效技巧可以確定一組多項式是否符合上述的第一個條件；反之，確定一組多項式符合第二個條件的方法相當直接：設{\displaystyle Q(x)=f_{1}(x)f_{2}(x)\cdots f_{k}(x)}並計算{\displaystyle Q(n)}的連續{\displaystyle \deg(Q)+1}個值的最大公因數。之後可藉由對有限差的外推，知道說這這因數也可除盡{\displaystyle Q(n)}的所有其他值。
欣策爾假設H建立於布尼亞科夫斯基猜想這個對單一多項式的猜想，以及哈代-李特爾伍德猜想和迪克森猜想等對多個線性多項式的猜想的基礎上。而這猜想又受到Bateman–Horn猜想所推廣。

### 例子
取{\displaystyle k=1}時的簡單例子如下：
{\displaystyle x^{2}+1}
這多項式沒有固定的質因數，因此我們可以期待說有無限多個質數有著如下的形式：
{\displaystyle n^{2}+1}
然而這點並未得證。這是蘭道問題的其中一題，且可追溯至歐拉在1752年給哥德巴赫的一封信中的觀察，其中提到說在{\displaystyle n}到1500的範圍內，形如{\displaystyle n^{2}+1}的數，經常是質數。
作為另一個例子，可取{\displaystyle k=2}，並設{\displaystyle f_{1}(x)=x}及{\displaystyle f_{2}(x)=x+2}。而這猜想指出，這例子會導出有無限多對的孿生質數的結果，而這是一個基本但知名的開放問題。

### 變體
欣策爾和謝爾賓斯基證明說，上述內容等價如次的敘述：若條件二不成立，那對於任意首項係數為正的整係數不可約多項式{\displaystyle f_{i}(x)}的集合而言，存在至少一個正整數{\displaystyle n}，使得所有的{\displaystyle f_{i}(n)}都是質數。若首項係數為負，那可期待會出現負質數，因此這是一個無害的限制。
或許並無理由將問題限制於整係數多項式，而非更一般的整值多項式上，而這是因為像是如{\displaystyle {\tfrac {1}{2}}x^{2}+{\tfrac {1}{2}}x+1}這樣的多項式，在{\displaystyle x}為整數時，其值也必然是整數，即使其係數並非整數亦然。

## 先前的結果
單個線性多項式的特殊情況即是等差數列上的狄利克雷定理，而這定理是數論上最重要的定理之一；事實上，狄利克雷定理是欣策爾假設H唯一已知的例子。目前尚不知這猜想是否對於任意次數大於{\displaystyle 1}多項式，或對於多於一個多項式組成的系統也成立。
目前已有許多學者嘗試以殆質數來解決欣策爾假設H，其中最顯著的結果是陳氏定理。陳氏定理表示說有無限多個質數{\displaystyle n}，使得{\displaystyle n+2}是質數或半質數；而伊萬尼茨則證明說有無限多個正整數{\displaystyle n}，使得{\displaystyle n^{2}+1}是質數或半質數。而阿列克謝·思科羅博嘉多夫和梭佛斯（Sofos）證明了說幾乎所有次數固定的多項式都滿足欣策爾假設H。
設{\displaystyle P(x)}為一個公因數為{\displaystyle d}的整值多項式，並設{\displaystyle Q(x)={\frac {P(x)}{d}}}那麼{\displaystyle Q(x)}就是一個原初整值多項式。
隆納·約瑟夫·米奇（Ronald Joseph Miech）證明了說{\displaystyle \Omega (Q(n))\leq k}對無限多的正整數{\displaystyle n}成立，因此{\displaystyle \Omega (P(n))\leq m}對無限多的正整數{\displaystyle n}成立，其中{\displaystyle k}和{\displaystyle m=k+\Omega (d)}不取決於{\displaystyle n}，且對於{\displaystyle Q(x)}的次數{\displaystyle D}有{\displaystyle k<D\cdot (\ln(D)+2.8)}。這定理又稱為米奇定理（Miech's theorem），而米奇定理的證明使用了布朗篩法。
若一個假定的機率密度篩確實存在，那就可利用米奇定理，藉由數學歸納法證明欣策爾假設H在任何情況下都成立。

## 前景和應用
這假設可能超出解析數論目前的方法所能及的範圍，但在算術幾何等的研究中，這假設常用以給出條件證明。這假設和算術幾何之間的關聯可見於Jean-Louis Colliot-Thélène和Jean-Jacques Sansuc等人的研究，對此關聯的說明可見彼得·斯維訥通-戴爾的註解。有鑑於這假設的的強度，因此或許可從此假設得到的結果會超乎預期。

## 包含哥德巴赫猜想的推廣
這假說並不能導出哥德巴赫猜想，但一個密切相關的推廣（假設HN）可導出哥德巴赫猜想。這推廣需要假定一個額外的多項式{\displaystyle F(x)}（在哥德巴赫猜想的情境下這額外的多項式是{\displaystyle x}），其中
{\displaystyle N-F(n)}
必須是質數；此外，這假說在哈巴施潭與理希的《篩法》 一書中有提及。這假設在此的形式涉及「在{\displaystyle N}足夠大」的情境及
{\displaystyle f_{1}(n)f_{2}(n)\cdots f_{k}(n)(N-F(n))}
沒有固定且大於一的公因數的這條件，因此在此情境下，證明此假設就是證明存在一個{\displaystyle n}，使得{\displaystyle N-F(n)}為一個正質數，並使得所有的{\displaystyle f_{i}(n)}都是質數。
對此假設，已知的結果並不多，但目前已有詳細的理論（見Bateman–Horn猜想一文）。

## 局部分析
沒有固定公因數這條件是局部的，也就是只取決於質數的；換句話說，這猜想就是有限多個沒有局部阻礙因而得以有無限多個質數值的不可約整值多項式的集合可取無限多個值。

## 不成立的類比
將原假設中的整數改成有限域上的單值多項式環的類比是錯的，像例如說，Swan在1962年（因為和欣策爾假設H無關的理由）註解到說以下在{\displaystyle F_{2}[u]}這個環上的多項式
{\displaystyle x^{8}+u^{3}\,}
是不可約的，且沒有固定的質多項式公因數（因其在{\displaystyle x=0}和{\displaystyle x=1}的取值是兩個互質的多項式之故），但這多項式在{\displaystyle F_{2}[u]}上的{\displaystyle x}所取的所有值都是合成多項式，將{\displaystyle F_{2}[u]}改成其他有限域，也都能找到類似的例子；因此在假定欣策爾假設H正確的狀況下，在任意有限域{\displaystyle F}的多項式環{\displaystyle F[u]}上定義欣策爾假設H類比的工作上的阻礙不僅是局部的，而是完全且沒有經典類比的。